# Pollhagen
Pollhagen is een gemeente in de Duitse deelstaat Nedersaksen. De gemeente maakt deel uit van de Samtgemeinde Niedernwöhren in het Landkreis Schaumburg. Tot Pollhagen behoort ook het gehucht Natenhöhe, aan de westkant.
Pollhagen telt 1.058 inwoners.
Pollhagen ligt ongeveer 5 à 7 km ten noorden van de stad Stadthagen. In die stad staat het dichtstbij gelegen spoorwegstation, dat per (slechts enkele malen per dag rijdende) streekbus via Nordsehl bereikbaar is. De Bundesstraße 65, die langs Stadthagen loopt, is de belangrijkste hoofdverkeersweg in de omgeving. 

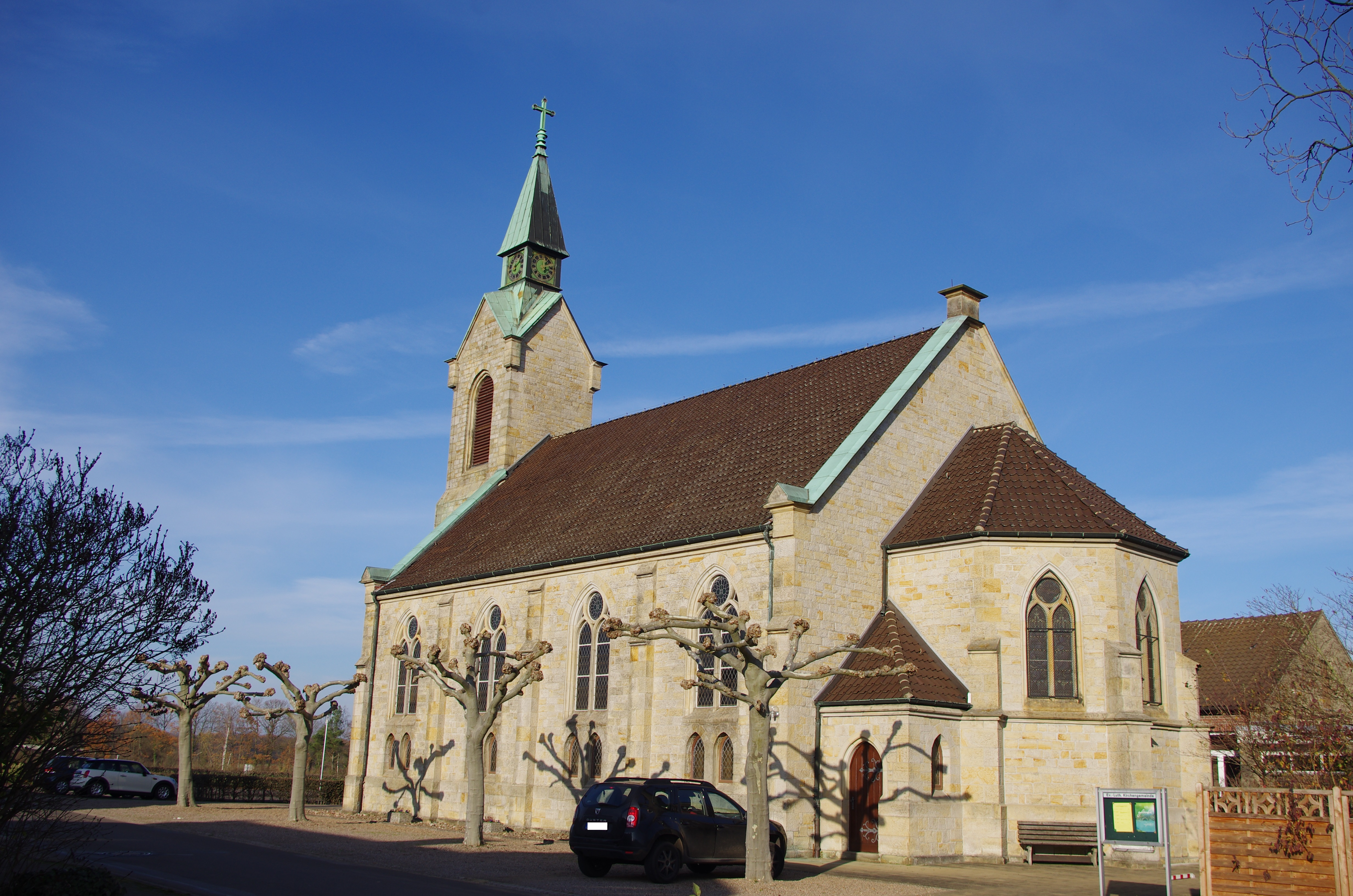
Evang.-lutherse kerk (1898) van Pollhagen, juist ten zuiden van het kanaal

Het dorp Pollhagen bestaat van origine uit een langgerekte dorpsstraat met huizen en boerderijen daarlangs, en gaat aan zijn zuideinde naadloos over in die van buurdorp Nordsehl. De dorpsstraat kruist het Mittellandkanaal; op die plaats is een zeer kleine haven aan dit kanaal, met beperkte faciliteiten, bedoeld voor binnenvaartschepen. Maar ook de pleziervaart kan er incidenteel gebruik van maken. Aan de noordkant is Pollhagen met wat, tegen het bos Schaumburger Wald aan gelegen, nieuwbouwwijkjes uitgebreid. Grote bezienswaardigheden of toeristische faciliteiten ontbreken.
Pollhagen was oorspronkelijk een onderdeel van buurdorp Meerbeck. Tot 1898 waren de inwoners van Pollhagen voor de zondagse kerkgang aangewezen op de kerk in Meerbeck. Het dorp ontstond als ontginningsnederzetting in de 13e eeuw en wordt in 1410 voor het eerst in een document vermeld.
Evenals de meeste andere dorpen in de Samtgemeinde Niedernwöhren heeft Pollhagen nog vrij sterk het karakter van een boerendorp, en is daar pas na plm. 1970 enige verandering in gekomen door de komst van woonforensen met een baan in Stadthagen of een andere stad in de omgeving.